# Bezzia tasmaniensis
Bezzia tasmaniensis är en tvåvingeart som beskrevs av Lee 1948. Bezzia tasmaniensis ingår i släktet Bezzia och familjen svidknott. Inga underarter finns listade i Catalogue of Life.